# 夫洛雷斯德亚维拉
夫洛雷斯德亚维拉，是西班牙卡斯蒂利亚-莱昂阿维拉省的一个市镇。 总面积43km2, 总人口414人（2001年），人口密度10人/km2。